# Râmeț-Kloster
Koordinaten: 46° 18′ 9″ N, 23° 31′ 12″ O

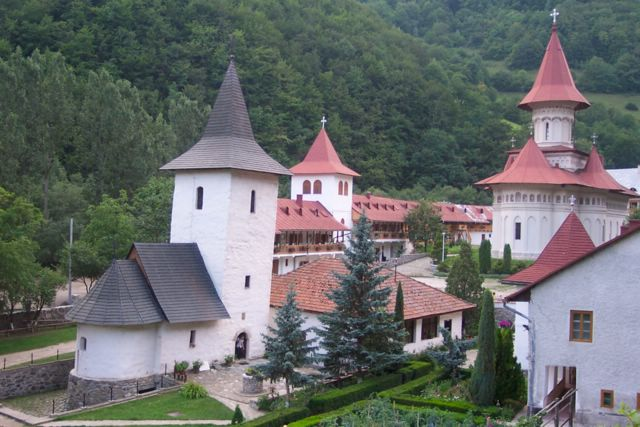
Kloster Râmeț

Das Kloster Râmeț (rum. Mănăstirea Râmeț) ist ein rumänisch-orthodoxes Kloster am Rand des Ortes Valea Mănăstirii im Trascău-Gebirge (Siebenbürgen).
Nach verschiedenen Angaben wurde es im 13., 14. oder 15. Jahrhundert gegründet.
Während des 18. Jahrhunderts wurde das Kloster im katholisch geprägten Österreich-Ungarn zu einem Zentrum des orthodoxen Glaubens. Es beherbergte auch eine rumänischsprachige Schule.
Im Jahre 1762 wurde die Anlage von habsburgischen Truppen der Gouverneurs Adolf Nikolaus von Buccow – wie alle orthodoxen Köster (mit einer Ausnahme) – teilweise zerstört. Erst nach dem Zweiten Weltkrieg wurde das Kloster wieder als solches genutzt.
1982 begann der Bau der neuen Klosterkirche, die 1992 geweiht wurde. Momentan ist das Kloster von etwa 100 Nonnen bewohnt. Außerdem ist im Gebäude ein Museum untergebracht, in dem Zeugnisse des religiösen Lebens der vergangenen Jahrhunderte ausgestellt sind. Wegen der Geschichte des Gebäudes – aber auch aufgrund eines in Rumänien stark religiös geprägten Nationalbewusstseins – ist das Kloster heute ein rege besuchter Wallfahrtsort.